# Paris au Printemps
Paris au Printemps (französisch für „Paris im Frühling“) ist ein Livealbum, das von Public Image Ltd (auf dem Cover als Image Publique S.A. bezeichnet) im Januar 1980 bei zwei aufeinanderfolgenden Konzerten in Paris aufgenommen wurde und im November desselben Jahres veröffentlicht wurde. Der Band und den Songs wurden für das Album französische Namen gegeben. Es ist die letzte Veröffentlichung der Band in voller Länge, bei der Gründungsbassist Jah Wobble involviert war, außerdem waren die Pariser Konzerte die ersten mit Schlagzeuger Martin Atkins.

## Aufnahmen
John Lydon hat betont, dass das Album aufgenommen und an Virgin Records gegeben wurde, um die hohen Kosten der Band für Metal Box zu decken.
Es wurde auch gesagt, dass das Album den unzähligen Bootlegs von Liveauftritten der Band entgegenwirken sollte. Laut Lydon hat das Album die Band „genau den Preis für ein Tonband“ gekostet, welches auf seinem Revox-Recorder aufgenommen wurde. Dafür erhielt die Band 30,000 GBP von Virgin Records.

## Covergestaltung
Das Coverbild wurde von John Lydon gemalt und zeigt ihn selbst, Keith Levene und Jeannette Lee.

## Titelliste
A-Seite
1. „Thème“ (Theme)
2. „Psalmodie“ (Chant)
3. „Précipitamment“ (Careering)

B-Seite
1. „Sale Bébé“ (Bad Baby)
2. „La Vie Ignoble“ (Low Life)
3. „Attaque“ (Attack)
4. „Timbres De Pop“ (Poptones)

## Besetzung
Public Image Limited
- John Lydon – Gesang, Coverbild
- Keith Levene – Gitarre, Synthesizer
- Jah Wobble – Bass
- Martin Atkins – Schlagzeug

## Charts und Chartplatzierungen
Paris au Printemps stieg für zwei Wochen in die britischen Albumcharts ein, wo es am 22. November 1980 Platz 61 erreichte.
| ChartsChartplatzierungen     | Höchstplatzierung | Wochen |
| ---------------------------- | ----------------- | ------ |
| Vereinigtes Königreich (OCC) | 61 (2 Wo.)        | 2      |